# سیبیرسکیه اوگنی
سیبیرسکیه اوگنی (به لاتین: Sibirskiye Ogni) یک منطقهٔ مسکونی در روسیه است که در سرزمین آلتای واقع شده‌است.